# Daimbert (archevêque de Sens)
Pour les articles homonymes, voir Daimbert.
Daimbert, mort en 1122, est un prélat français à la fin du XIe siècle et au début du XIIe siècle.
Il issu des seigneurs de Rampillon. Prévôt et trésorier de l'église de Sens, il devient archevêque de Sens en 1097 jusqu'à sa mort en 1122.
En 1108, il sacre le roi Louis VI le Gros à la cathédrale d'Orléans.

## Biographie
Daimbert serait issu de la famille des seigneur de Rampillon, près de Nangis.
Au moment de son élection en janvier 1097, il est alors prévôt et trésorier de l'église de Sens. Toutefois, l'évêque de Chartres Yves lui refuse son sacre à cause de l'agitation qui a entouré son élection puis en appelle à l'archevêque de Lyon Hugues de Die qui le conforte sa décision, mais l'autorise néanmoins à le sacrer à la condition que Daimbert reconnaisse la primatie de l'église de Lyon sur celle de Sens. Daimbert refuse et part à Rome en appeler au pape Urbain II. Celui-ci le sacre en mars 1098 après lui avoir fait promettre obéissance à l'archevêque de Lyon. Il rentre alors prendre possession de son siège le 18 avril.
Le 24 avril 1099, il est de retour à Rome pour renouveler sa promesse de reconnaissance de la primauté de l'église de Lyon sur celle de Sens, puis de repasser à Lyon lors du chemin du retour afin de faire la même promesse à Hugues de Die, qui est également légat du pape. Ce dernier le convie alors à un concile à Pierre-Encise. Toutefois, le roi Louis VI le Gros fera plus tard reproche à Daimbert pour l'abaissement de l'église de Sens et enverra aussi au pape une vive lettre de protestation.

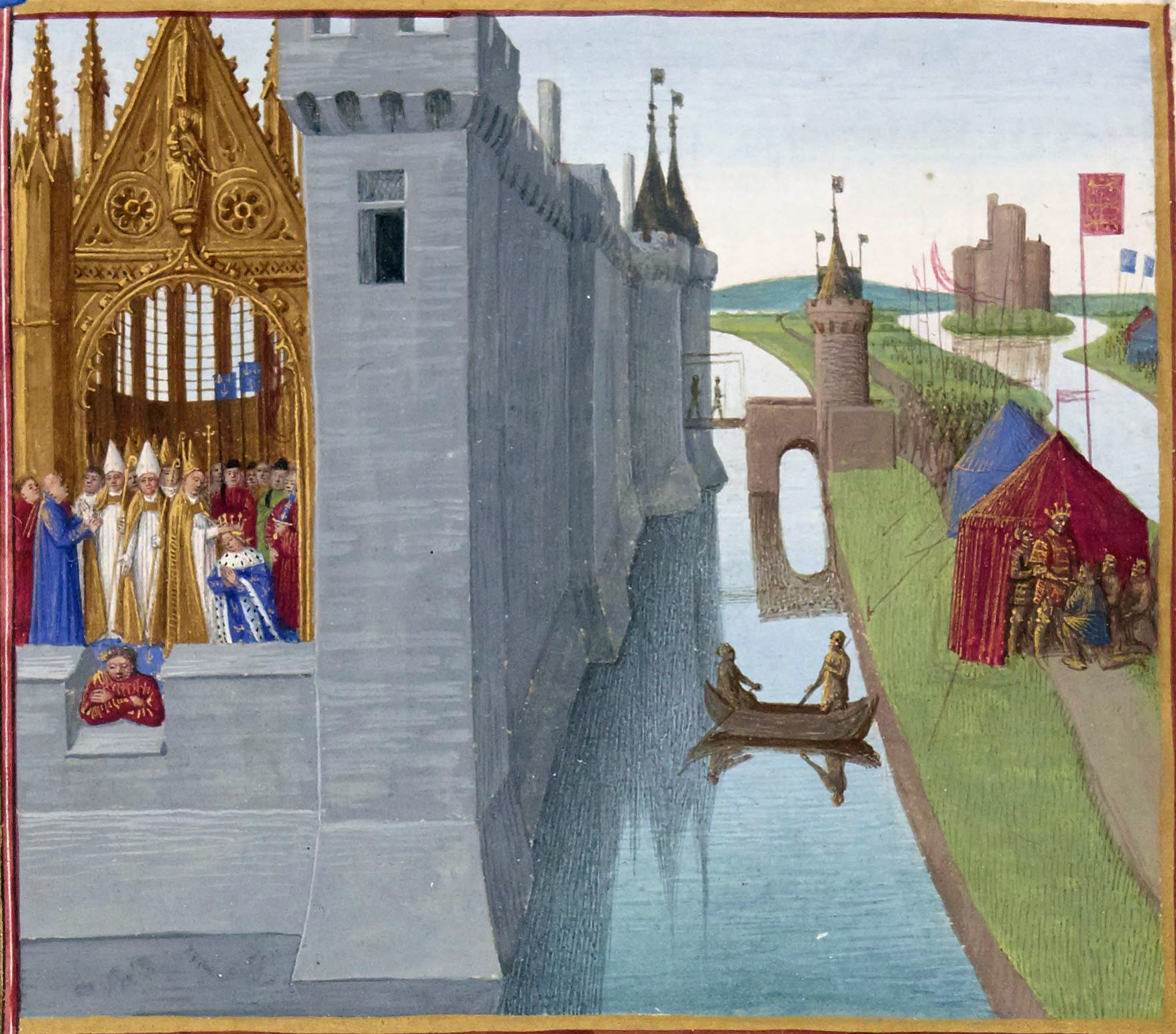
Sacre du roi Louis VI le Gros à la cathédrale d'Orléans par l'archevêque Daimbert.

Le 18 décembre 1099, il préside un concile à Étampes qui traite notamment des excès du l'évêque de Troyes Philippe de Pont et où est sacré l'évêque de Nevers Hervé.
Dans le cadre de ses fonctions, en 1103 il sacre l'évêque de Meaux Manassès puis assiste à un concile à Troyes. L'année suivante, il préside un autre concile à Beaugency en juillet puis assiste à un autre au mois de décembre à Paris qui relève le roi Philippe Ier de son excommunication.
Le 3 août 1108, il sacre le roi de France Louis VI le Gros à la cathédrale Sainte-Croix d'Orléans.
Puis il continue d'assister à différents conciles. En 1110, il est ainsi à Fleury pour un concile de Richard d'Albano, avant d'en présider un à Sens la même année. Puis il est en 1114 à Beauvais ainsi qu'en 1115 et en 1119 à Reims.
Il meurt le 28 novembre 1122 et est inhumé à l'abbaye Saint-Pierre-le-Vif de Sens.